# 朽網駅
朽網駅（くさみえき）は、福岡県北九州市小倉南区朽網東一丁目にある、九州旅客鉄道（JR九州）日豊本線の駅である。駅番号はJF07。
北九州空港の最寄り駅であり、北九州空港へのシャトルバスが当駅から運行している。

## 歴史
- 1952年（昭和27年）
  - 5月1日：朽網信号場（くさみしんごうじょう）として日本国有鉄道が開設[1][2]。
  - 6月1日：業務取扱種別を変更、朽網駅（くさみえき）となる[1][2]。
- 1963年（昭和38年）9月20日：葛原信号場（廃止） - 朽網駅間複線化。
- 1965年（昭和40年）9月24日：朽網 - 苅田駅間複線化。
- 1966年（昭和41年）10月1日：小倉 - 新田原駅間電化。
- 1984年（昭和59年）2月1日：荷物扱い廃止[3]。
- 1987年（昭和62年）4月1日：国鉄分割民営化により九州旅客鉄道が継承[3]。
- 2000年（平成12年）9月20日：自動改札機を設置し、供用開始[4]。
- 2005年（平成17年）12月20日：現2代目駅本屋完工。
- 2006年（平成18年）3月16日：新北九州空港開港、空港行き路線バス運行開始。
- 2009年（平成21年）3月1日：ICカードSUGOCAの利用を開始[5]。
- 2022年（令和4年）3月11日：みどりの窓口の営業を終了[6]。
- 2025年（令和7年）
  - 2月25日：指定席券売機の供用開始[7]。
  - 4月1日：北九州空港へのアクセス利便性向上に向けて、特急「ソニック」「にちりんシーガイア」の一部（計5往復）が停車開始[8]。

## 駅構造

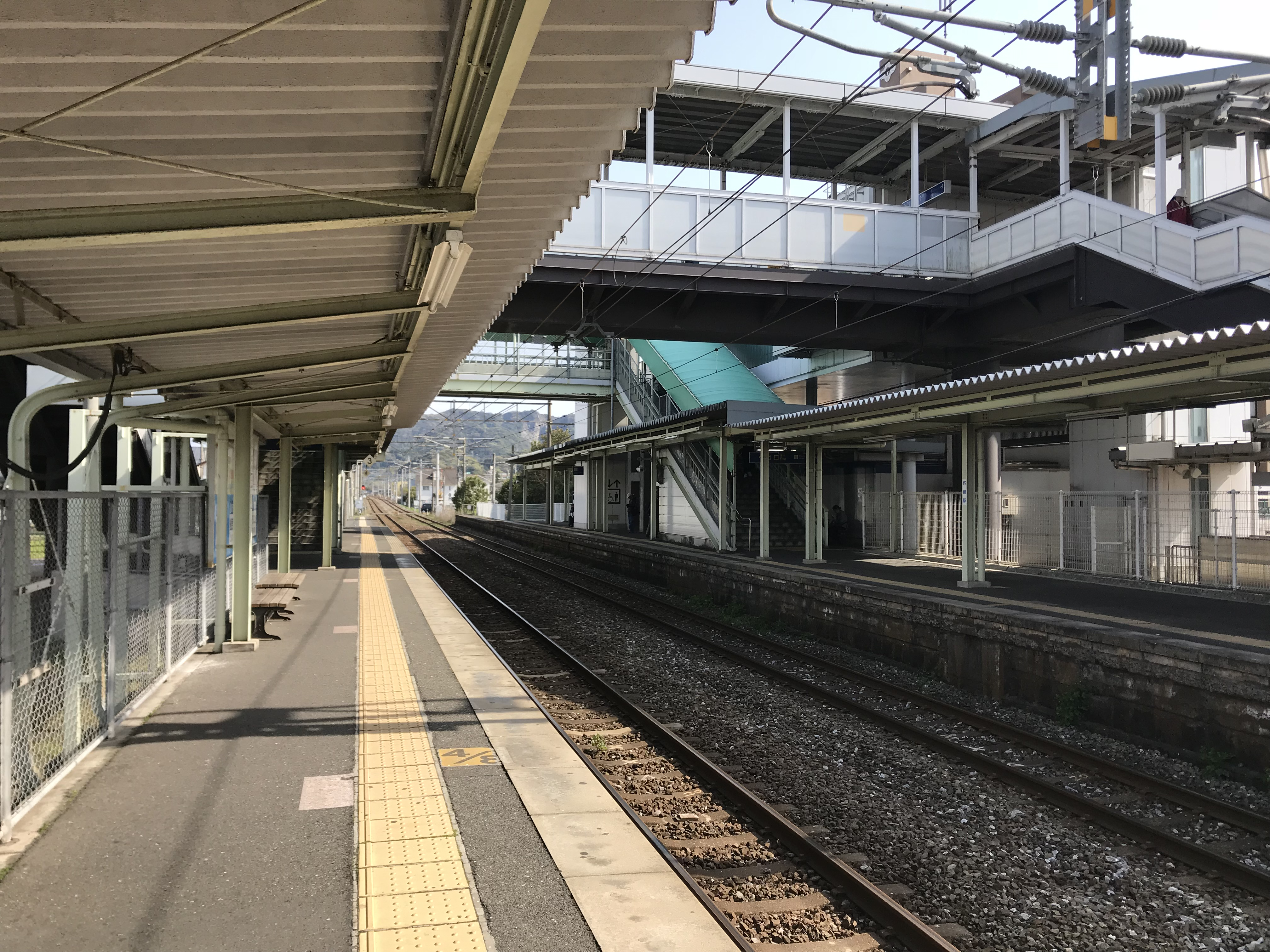
ホーム（2018年4月）

相対式ホーム2面2線を有する地上駅で、橋上駅舎を備える。エレベーターは改札口と各ホーム間および西口・空港口に各1基ずつ設置されている。また、エスカレーターが西口・空港口に昇り方向のみ設置されている。ホームはそれぞれ4両分ずつ嵩上げされている。
2024年3月現在、直営駅である。自動改札機が設置されておりSUGOCAが使用可能。指定席券売機が導入されている。

### のりば
| のりば | 路線     | 方向 | 行先                   |
| ------ | -------- | ---- | ---------------------- |
| 1      | 日豊本線 | 上り | 小倉・門司港・下関方面 |
| 2      | 日豊本線 | 下り | 行橋・中津・宇佐方面   |

## 利用状況
2023年（令和5年）度の1日平均乗車人員は1,913人である。これは北九州市内の日豊本線の駅としては最も少ない。
JR九州及びとうけい北九州によると、近年の1日平均乗車人員の推移は下記の通り。
| 年度   | 1日平均 乗車人員 |
| ------ | ---------------- |
| 2000年 | 2,328            |
| 2001年 | 2,264            |
| 2002年 | 2,173            |
| 2003年 | 2,214            |
| 2004年 | 2,270            |
| 2005年 | 2,271            |
| 2006年 | 2,374            |
| 2007年 | 2,416            |
| 2008年 | 2,399            |
| 2009年 | 2,353            |
| 2010年 | 2,333            |
| 2011年 | 2,408            |
| 2012年 | 2,449            |
| 2013年 | 2,464            |
| 2014年 | 2,360            |
| 2015年 | 2,306            |
| 2016年 | 2,278            |
| 2017年 | 2,287            |
| 2018年 | 2,286            |
| 2019年 | 2,276            |
| 2020年 | 1,822            |
| 2021年 | 1,838            |
| 2022年 | 1,884            |
| 2023年 | 1,913            |

## 駅周辺
周辺は、北九州市郊外の住宅地であるが、水田も比較的多い。
- 北九州市立朽網小学校
- 北九州市立東朽網小学校
- 学校法人恵光学園 くさみ幼稚園
- 朽網簡易郵便局
- 帝踏岩
- 国道10号
- 東九州自動車道 苅田北九州空港IC
- TOTO小倉第二工場

### バス路線
空港口側のロータリーに「朽網駅」停留所があり、西鉄バス北九州の路線が乗り入れる。
西鉄バス北九州
- 19番
  - 九州労災病院 / 行橋営業所
- 51番（北九州空港エアポートバス朽網線）
  - 北九州空港

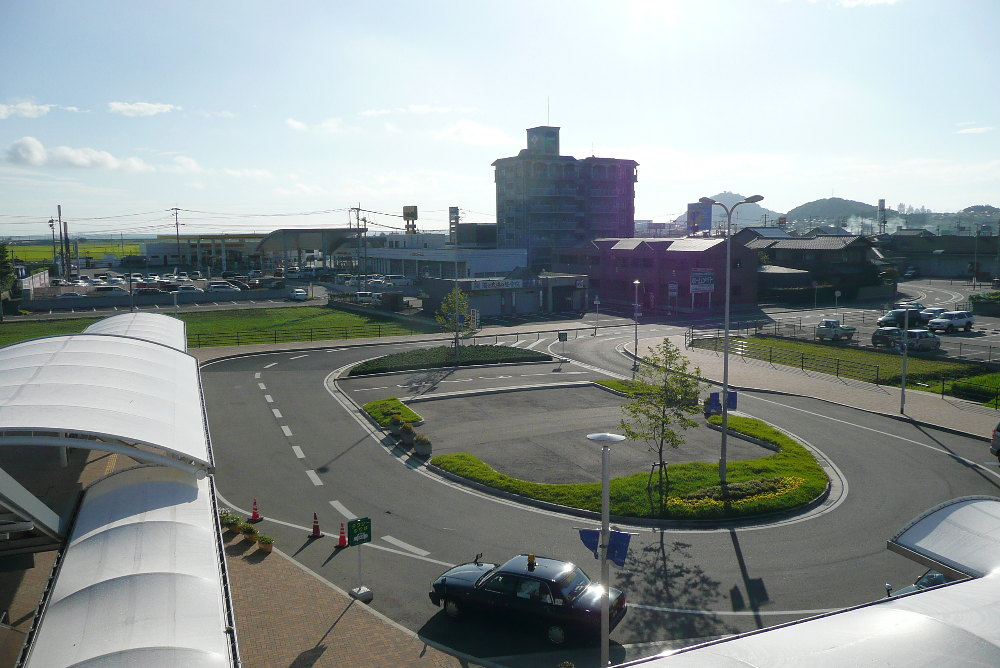
空港口・駅前（2007年8月）
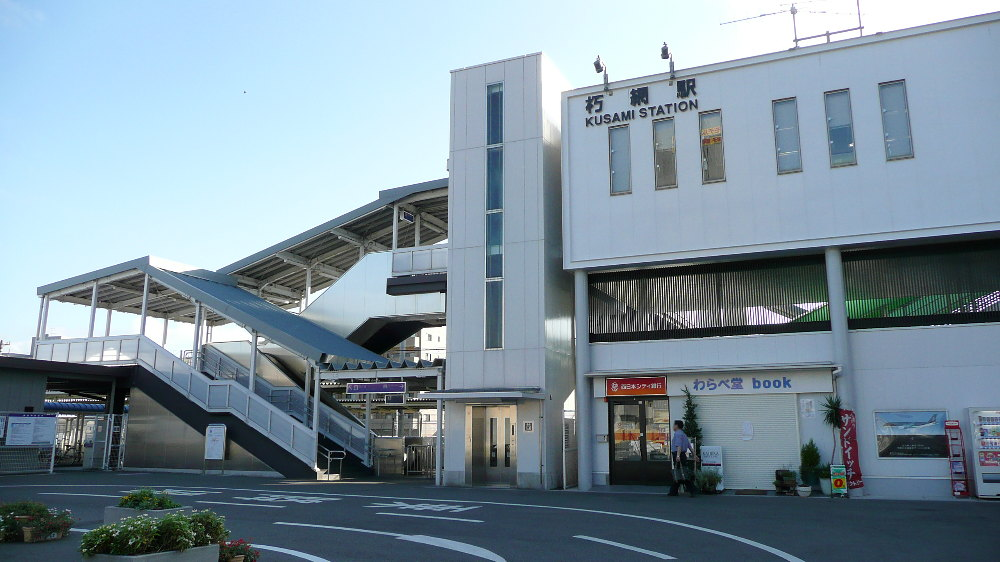
西口（2007年8月）
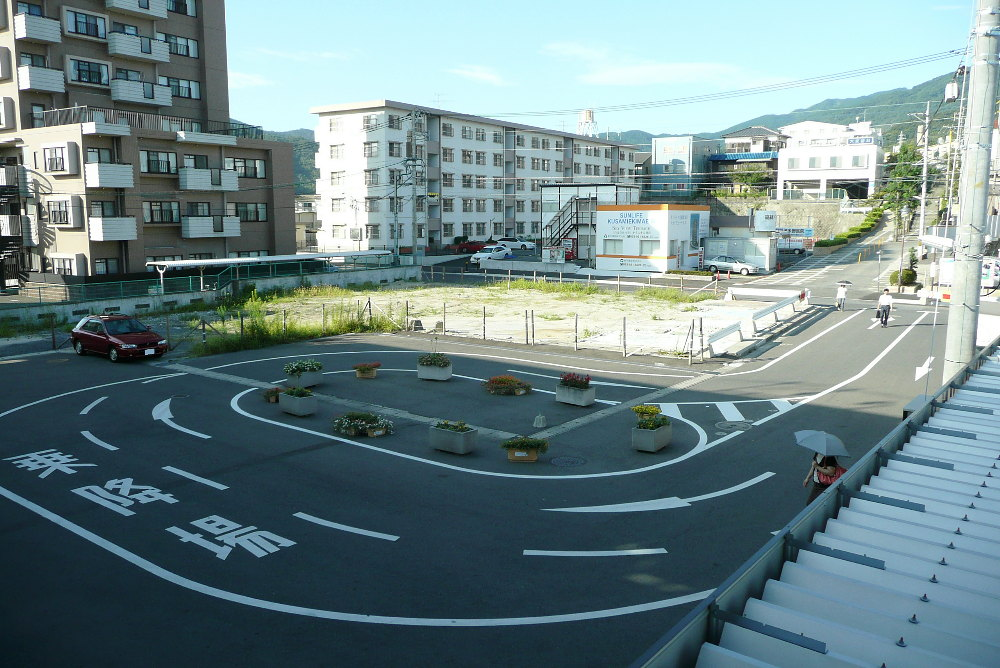
西口・駅前（2007年8月）

## 隣の駅
九州旅客鉄道（JR九州）
 日豊本線
- 特急「ソニック」「にちりんシーガイア」一部停車駅

■快速
通過
■普通
下曽根駅 (JF06) - 朽網駅 (JF07) - 苅田駅 (JF08)